# Alice Bridges
Alice Bridges (n. 19 iulie 1916, Waterville⁠(d), Maine, SUA – d. 5 mai 2011, Carlisle⁠(d), Pennsylvania, SUA) a fost o înotătoare ce a reprezentat Statele Unite ale Americii, medaliată olimpică. A participat la o ediție a Jocurilor Olimpice (1936) în care a câștigat două medalii de bronz.